# Kutiá-diapá
Kutiá-diapá (Cutiadiapa, Kutía-dyapá, Kutiádiapá), jedna od skupina američkih Indijanaca iz brazilske države Acre na rijeci río Preto (pritoka Jandiatube) i susjednom Amazonasu. Vjerojatno su ogranak Katukina, porodica Catuquinean. Služili su se istoimenim dijalektom kojim više nitko ne govori. 